# Ղ
Das Ġat (Ղ und ղ) ist der 18. Buchstabe des armenischen Alphabets. Der Buchstabe stellt im Ost- und Westarmenischen den Laut [⁠ʀ⁠] dar und wird im Deutschen mit dem Digraphen Gh transkribiert.
In wissenschaftlicher Transliteration wird es mit Ł (nach DIN 32706) oder Ġ (nach Revue des Études Arméniennes) wiedergegeben.
Im Altarmenischen wurde Ղ noch als velarisiertes [⁠ɫ⁠] gesprochen, wodurch sich noch immer die wissenschaftliche Transliteration Ł ergibt.
Zudem erscheint im Armenischen oft der Buchstabe Ղ, wenn in verwandten Wörtern oder Namen im Deutschen ein L steht, z. B. Lukas (Ղուկաս, transkribiert Ghukas, transliteriert Łowkas, Ġowkas).
Es ist dem Zahlenwert 90 zugeordnet. 

## Zeichenkodierung
Das Ġat ist in Unicode an den Codepunkten U+0542 (Großbuchstabe) bzw. U+0572 (Kleinbuchstabe) zu finden.